# Parafia Chrystusa Króla w Dłużycach
Parafia Chrystusa Króla w Dłużycach – parafia rzymskokatolicka w dekanacie Ścinawa w diecezji legnickiej.  Erygowana w 1991.